# Sirene (mitologia)

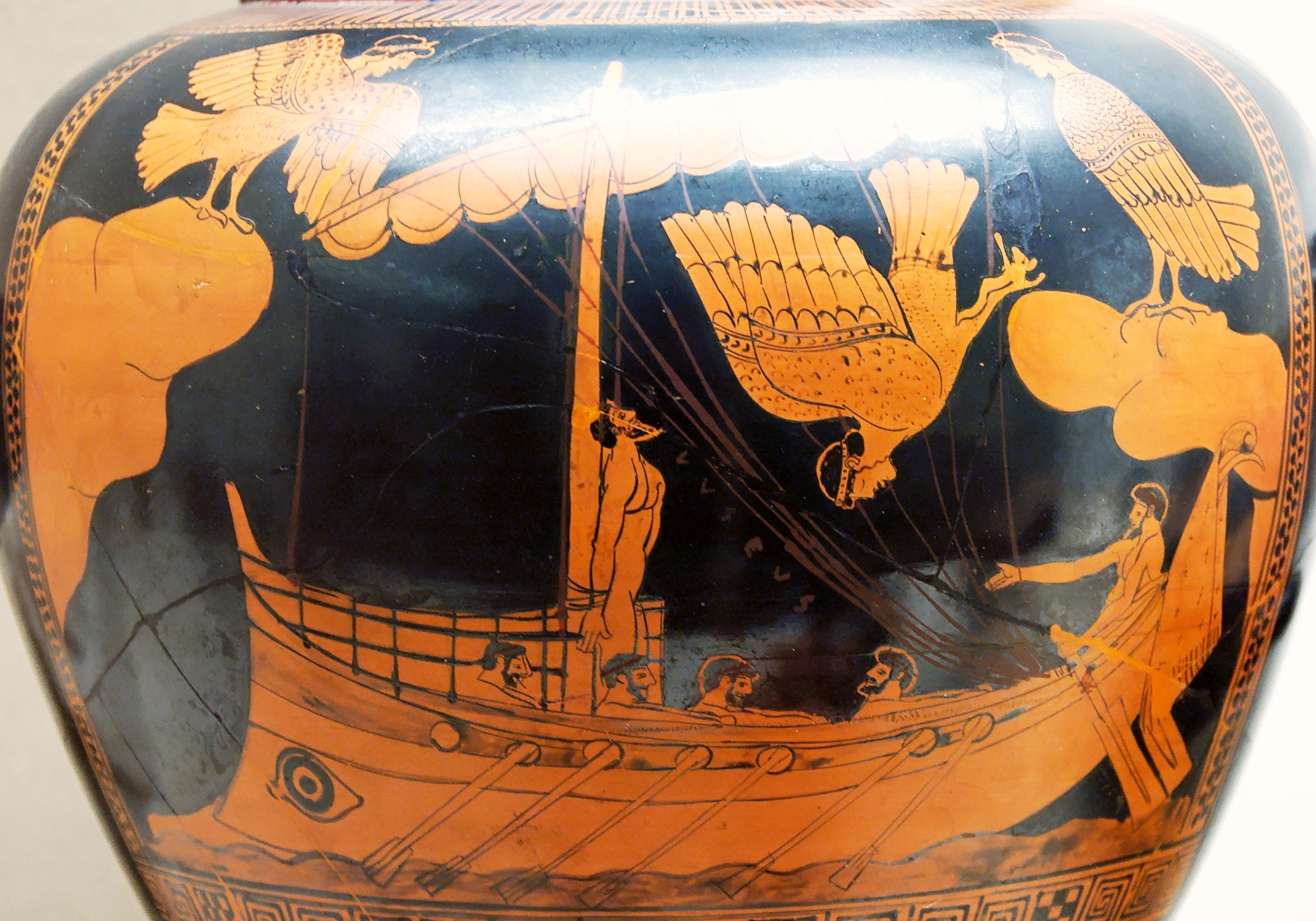
Le sirene e Odisseo. Stámnos attico a figure rosse rinvenuto a Vulci - V secolo a.C. (British Museum).

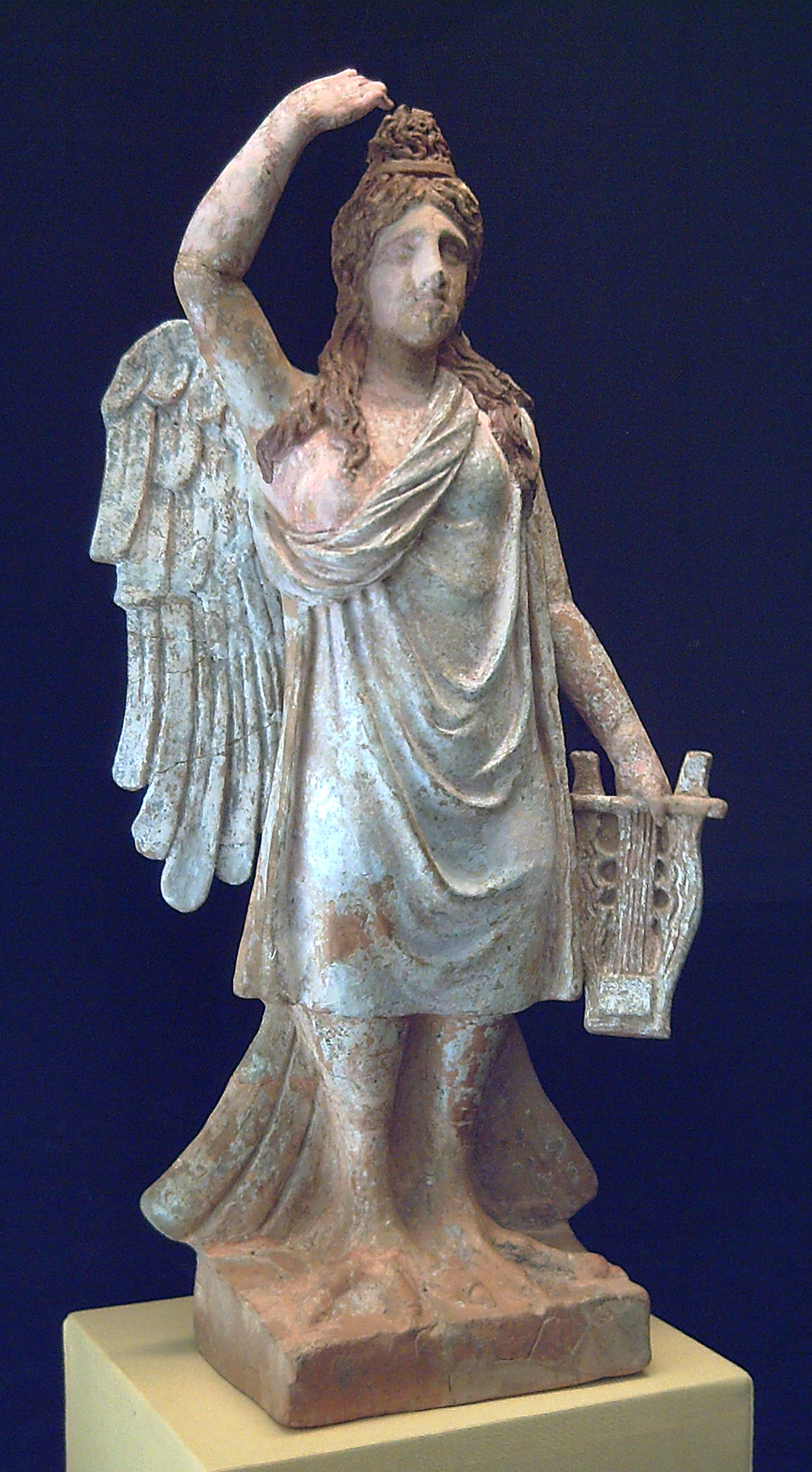
Sirena di Canosa, Magna Grecia (IV secolo a.C., Museo archeologico nazionale di Madrid

La sirena (dal latino tardo sirena, classico sīrēn – pl.: sīrēnes, trascrizione del greco Σειρήν, Seirḗn – pl.: Σειρῆνες, Seirênes) è una creatura della mitologia classica, raffigurata con la parte superiore del corpo di donna, e quella inferiore di uccello, o, in epoca successiva, di pesce. Il canto melodioso delle sirene ammaliava i naviganti e provocava naufragi.

## Etimologia
Deriva dal latino tardo sirena, classico siren, dal greco Seirén. Secondo alcuni dalla radice del sanscr. svar (= cielo), gr. seírios (= splendente). Altri, partendo dal mito, hanno proposto il gr. syro (= io attraggo) o seiráo (= io incateno); altri ancora sono ricorsi all'ebr. sir (= canto); inoltre si è pensato a una radice indoeuropea svar- (= suonare), da cui lit. svirati (= suonare il flauto), anglo-sass. sarian (= parlare), gr. syflrincs (= flauto, zampogna) e syrízein (= suonare il flauto).

## La cultura letteraria dell'antichità classica
L'origine letteraria, nell'antichità classica, della figura delle sirene è nell'Odissea di Omero dove vengono presentate come cantatrici marine abitanti un'isola presso Scilla e Cariddi, le quali incantavano, facendo poi morire, i marinai che incautamente vi sbarcavano. Le Sirene tentano Odisseo con l'invito "a sapere più cose". L'invito alla conoscenza "onnisciente" che fa perdere i propri legami familiari e civili interrompendo il proprio viaggio nella vita è condannato da Omero. La loro isola mortifera era disseminata di cadaveri in putrefazione. Odisseo, consigliato da Circe, la supererà indenne.
ὅς τις ἀϊδρείῃ πελάσῃ καὶ φθόγγον ἀκούσῃ

Σειρήνων, τῷ δ' οὔ τι γυνὴ καὶ νήπια τέκνα

οἴκαδε νοστήσαντι παρίσταται οὐδὲ γάνυνται,

ἀλλά τε Σειρῆνες λιγυρῇ θέλγουσιν ἀοιδῇ,

ἥμεναι ἐν λειμῶνι· πολὺς δ' ἀμφ' ὀστεόφιν θὶς

gli uomini incantano, chi arriva da loro.

A colui che ignaro s'accosta e ascolta la voce

delle Sirene, mai più la moglie e i figli bambini

gli sono vicini, felici che a casa è tornato,

ma le Sirene lo incantano con limpido canto,

adagiate sul prato: intorno è un mucchio di ossa

di uomini putridi, con la pelle che raggrinza»
(Omero, Odissea XII, 39-46)
Per via del loro canto melodioso esercitavano sugli uomini un mortale incantesimo: Ulisse, ascoltando i consigli di Circe, si fece legare all'albero della nave per poterle ascoltare senza correre verso loro ché lo avrebbero in breve ucciso. Obbligò però i compagni a tapparsi le orecchie con cera. Già gli Argonauti erano sfuggiti al loro incantesimo perché Orfeo le aveva superate nel canto. Sconfitte una seconda volta, da Ulisse, si gettarono in mare dove divennero scogli, come aveva loro profetizzato un oracolo. Le Sirene, secondo Omero, erano due, ma successivamente divennero molte di più; la più famosa fra esse fu Partenope (= vergine), che diede il suo nome all'omonima città (l'attuale Napoli). Erano note anche Leucosia (= dea bianca), Aglaofeme (= voce meravigliosa), Ligea (= voce chiara), Molpe, Imeropa (= voce che suscita nostalgia), Pasinoe (= maliarda).
Nella tradizione figurativa e in quella letteraria le sirene sono generalmente tre, si tratta delle sorelle Partenope, Leucosia e Ligea.
Secondo un racconto antico le sirene che tentarono Odisseo, erano in origine tre fanciulle, ancelle della dea Persefone che venne rapita dal dio dell’oltretomba Ade mentre raccoglievano fiori nei campi dell’antica Hipponion (odierna Vibo Valentia). Per non essere riuscite ad impedire il rapimento, le tre fanciulle vennero trasformate da Demetra, madre di Persefone in sirene. Persa la loro umanità, le tre sirene iniziarono ad ammaliare i naviganti con il loro canto, per poi divorarli. Ulisse, riuscì ad ascoltare il loro canto, legato all’albero maestro della propria nave, per tanto elle si uccisero gettandosi in mare perché non erano riuscite a trattenere l'eroe. Una di esse, Partenope, si arenò sulla spiaggia di ciò che diverrà la città di Napoli e a lei vennero dedicati giochi annuali, le Lampadedromie. Il corpo di Leucosia emerse nelle acque del golfo di Poseidonia (Paestum) da cui il nome di Leucosia dato a un'isoletta presso quella città, Punta Licosa. Le onde del mar Tirreno avrebbero invece rigettato il corpo di Ligea sulla riva tirrenica della Calabria, presso l'antica città di Terina, dove ora sorge Lamezia Terme. La sirena Ligea, raffigurata con un busto di donna con le braccia nude ed il corpo di uccello con coda e ampie ali, compare in varie monete di Terina, seduta su un cippo mentre gioca con una palla, oppure mentre riempie un'anfora con l'acqua che sgorga dalla bocca di un leone.
Omero non descrisse l'aspetto fisico delle sirene; a tal proposito si è presupposto che ciò sia dovuto al fatto che sia il cantore che l'uditore conoscessero bene le forme di queste creature grazie ad altri racconti mitici già diffusi, come le avventure di Giasone e degli Argonauti.

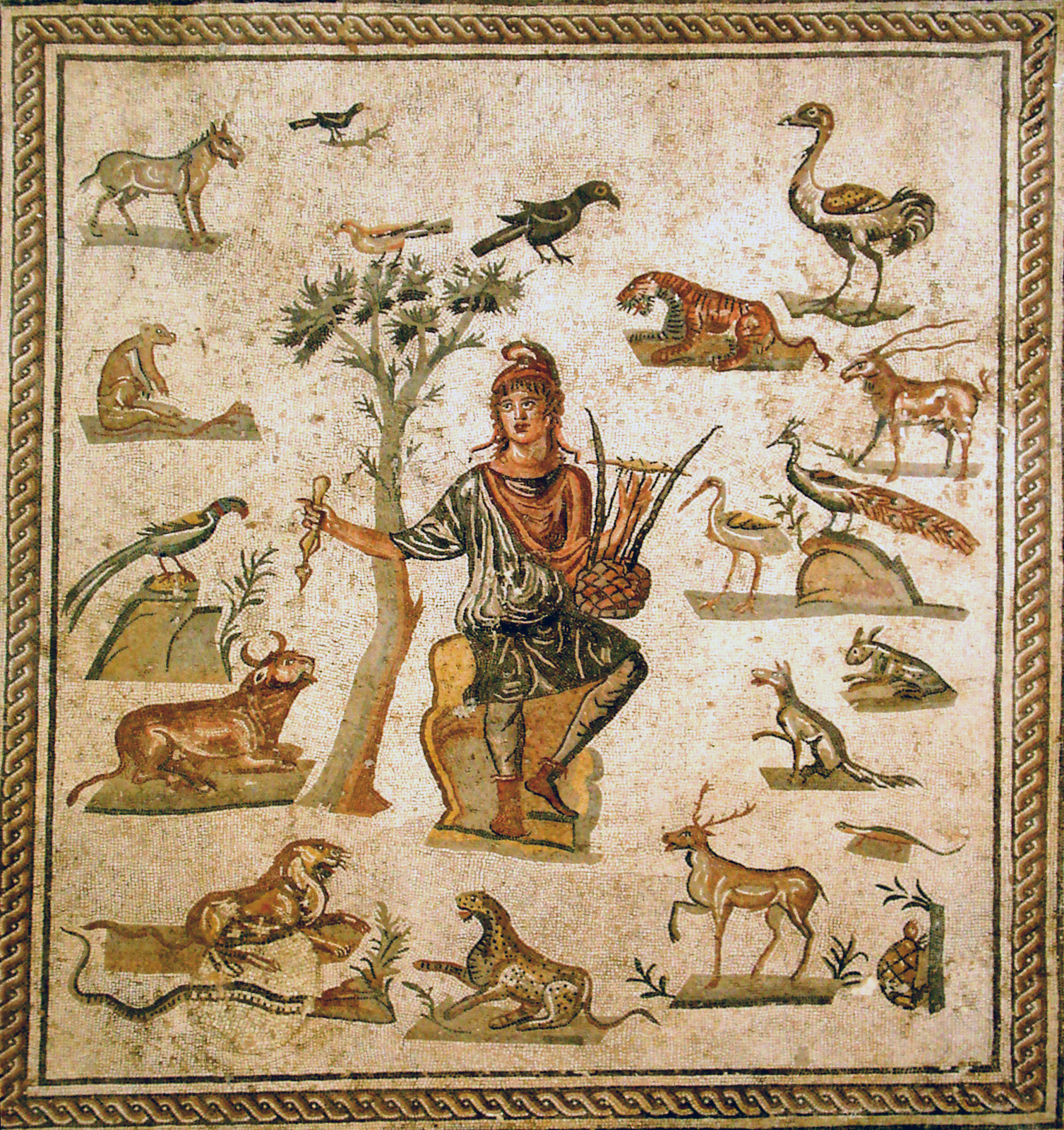
Orfeo in un mosaico di epoca romana (Museo archeologico regionale Antonino Salinas di Palermo).

Come Odisseo anche Orfeo, nelle Argonautiche riportate da Apollonio Rodio, salva il suo equipaggio composto dagli Argonauti. Arrivati nei pressi di Antemoessa, l'isola delle sirene, gli eroi avvistarono questi esseri "simili a fanciulle nel corpo ed in parte uccelli". Il canto delle sirene stava spingendo gli eroi a gettare gli ormeggi sulla riva, quando Orfeo prese la cetra Bistonia e risvegliò dalla malía i suoi compagni, intonando una canzone allegra e veloce. Omero riporta il canto delle sirene, intonato per causare la morte di Odisseo e del suo equipaggio:
νῆα κατάστησον, ἵνα νωιτέρην ὄπ ἀκούσῃς. 

Οὐ γάρ πώ τις τῇδε παρήλασε νηὶ μελαίνῃ,

πρίν γ᾽ ἡμέων μελίγηρυν ἀπὸ στομάτων ὄπ᾽ ἀκοῦσαι,

(Omero. Odissea XII, 184-8  p. 363. )

### Ascendenza
Apollonio Rodio riprende la narrazione delle sirene figlie di Acheloo (in altre fonti di Forco) che, come ricorda Károly Kerényi, era la divinità fluviale e marina, figlia di Teti e di Oceano ma che Omero pose una volta davanti allo stesso Oceano "origine di tutte le cose".
Libanio, nella Progymnasmata IV, ricorda che Eracle aveva staccato un corno al dio acquatico quando lottò con lui per conquistare l'affascinante Deianira e dalle gocce di sangue cadute dalle ferite provocate al dio erano nate le sue figlie, le sirene.

Un'altra tradizione, riportata da Pseudo-Apollodoro, le vuole figlie di Acheloo e di Melpomene, una delle Muse e dà loro la forma di uccello, dalle cosce in giù. Con il suono della cetra, dell'aulo e del canto, persuadevano i navigatori a fermarsi. Lo stesso racconto narra di una profezia per la quale le sirene sarebbero morte se una nave fosse riuscita a sfuggirgli.

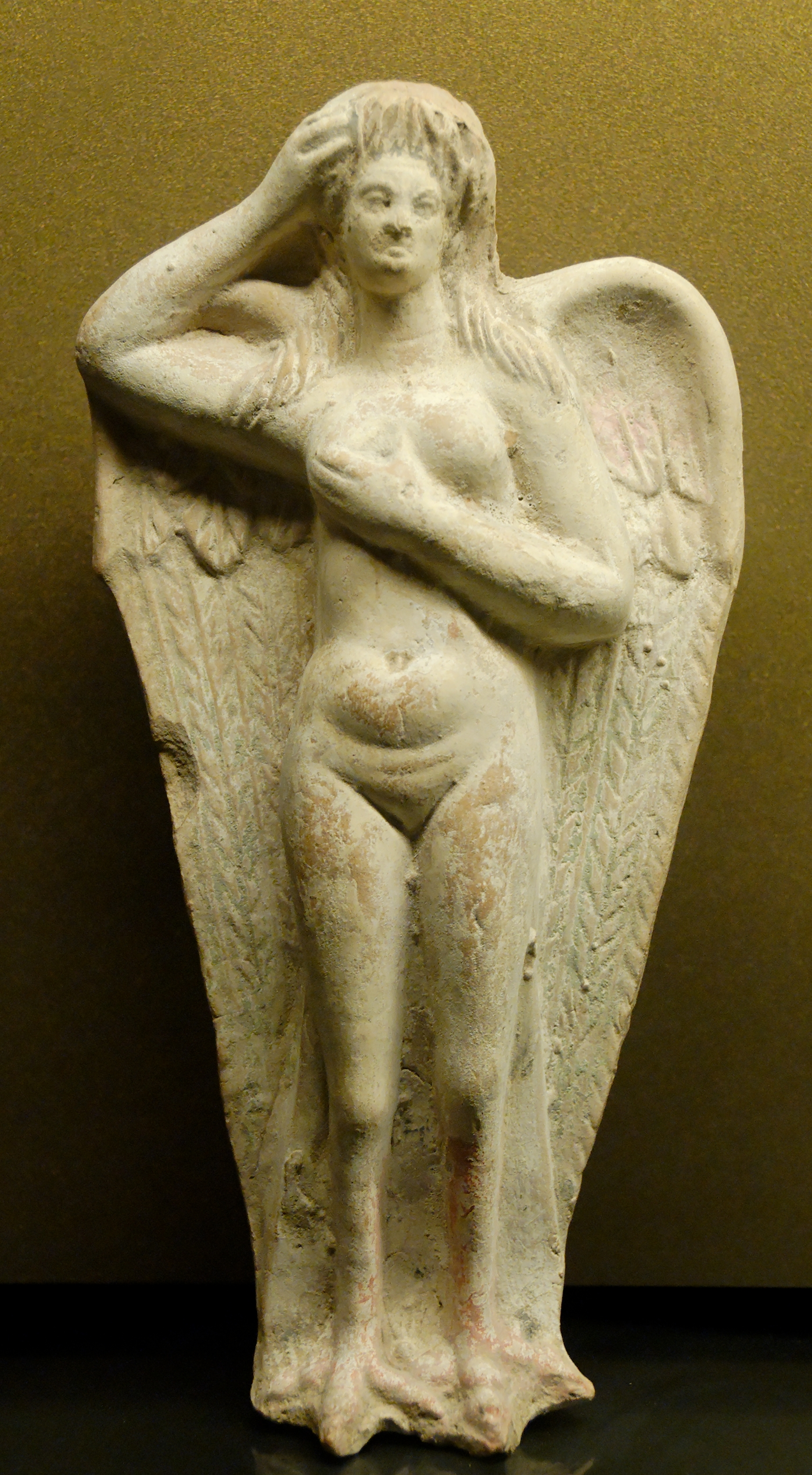
Sirena in una statua funeraria del I secolo a.C. proveniente da Mirina.

## Raffigurazione
Seirênes (Σειρῆνες), nome plurale femminile nella antica lingua greca, nella sua forma maschile significa "vespe" o "api", è collegato quindi alla figura di Penfredo: una delle Graie, le "vergini simili a cigni". I pittori vascolari rappresentavano le sirene anche come esseri maschili con la barba e sia se fossero di forme maschili o femminili, si può individuare la loro natura per il corpo che richiama sempre quello di un uccello (con le parti inferiori a volte a forma di uovo) con una testa umana, a volte con braccia e mammelle, quasi sempre con artigli ai piedi, artigli non aventi però la funzione del rapimento, funzione propria delle Arpie, in quanto, altra caratteristica loro fondante, le sirene sono strettamente collegate al mondo della musica, suonando la lira o il doppio flauto (aulos) e accompagnandosi con il canto.
Nel primo periodo greco, le sirene erano raffigurate con il volto di donna e il corpo di uccello, ma dal periodo classico i Greci iniziarono sporadicamente a raffigurarle anche come fanciulle con la coda di pesce al posto delle gambe: Susan I. Rotroff e Arthur Waugh riportano di una ciotola di Megaride trovata nell'agorà di Atene nel 1947 e risalente al II secolo a.C. Su di essa è raffigurata la scena dell'incontro tra Ulisse e le sirene, ma queste ultime hanno inequivocabilmente la coda di pesce.
Jane Ellen Harrison cita una lampada di Canterbury, sempre del II secolo: è conservata al Royal Museum della città di Kent e raffigura la celebre scena dell'Odissea con una sirena dalla coda di pesce.
Il loro corpo per metà donna e metà uccello sarebbe frutto di un incantesimo vendicativo da parte di Afrodite disprezzata dalle vergini sirene per i suoi amori. Un'altra tradizione le vuole punite da Demetra per non aver impedito il ratto della figlia Persefone da parte di Ade mentre insieme coglievano dei fiori. Le vergini sirene chiesero agli dei, secondo Ovidio, di essere trasformate in uccelli per poter meglio cercare la perduta amica Persefone.
Le sirene sono anche onniscienti e in grado di placare i venti, forse con il loro canto, cantando le melodie dell'Ade.
Il rapporto tra le sirene e il mondo dell'Ade è presente anche in Euripide quando, nell'Elena, la protagonista invoca le "piumate vergini" affinché la consolino con la musica del flauto e della cetra. Questo canto è in relazione con il ruolo delle sirene nei culti funerari: esse stazionavano alle porte dell'Ade con il compito di consolare le anime dei defunti con il loro dolce canto e di accompagnarle negli inferi. Questo stretto collegamento con il mondo dei morti, testimoniato dalla ricorrente presenza delle loro immagini nel corredo delle tombe, fa supporre ad alcuni autori che le sirene fossero in origine degli uccelli in cui trovavano dimora le anime dei defunti. Ciò senza contare il ruolo che gli uccelli avevano nell'antichità come tramite fra il mondo dei morti e quello dei vivi. 

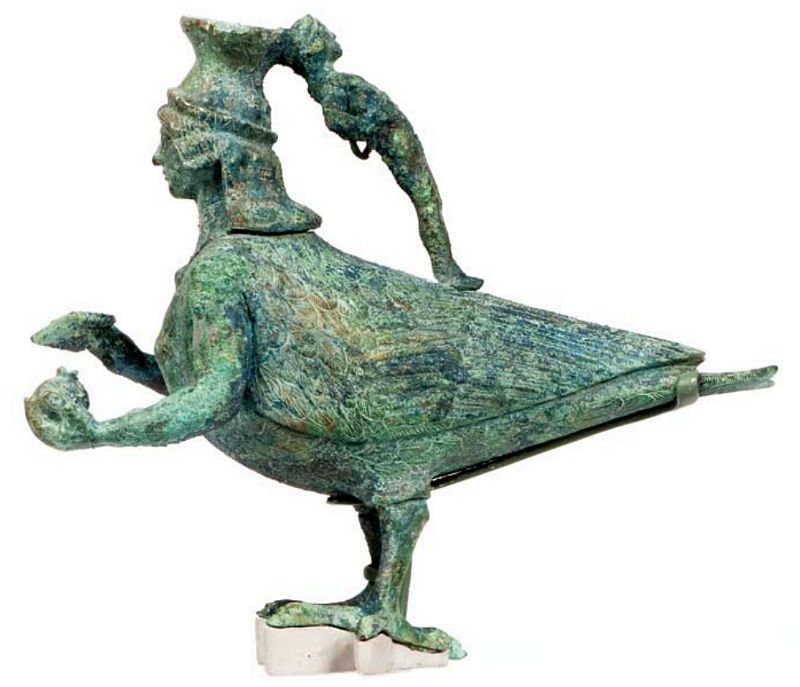
Askos in bronzo a forma di sirena dalla necropoli delle Murgie di Strongoli (l’antica Petelia), Museo archeologico nazionale di Crotone. Nel manico del vaso unguentario è raffigurata l’anima del defunto

Esemplificativi di tale tradizione sono 2 askos del V sec. a.C. provenienti dalla chora meridionale di Kroton e dalle Murgie di Petelia da ambienti funerari; nell'askos di Petelia è raffigurata una sirena con il corpo di uccello e la testa di fanciulla, con le braccia distese con in mano un melograno ed un flauto di Pan (syrinx) a simboleggiare rispettivamente il legame l'oltretomba e lo strumento che la sirena usa per accompagnare il defunto, rappresentato come un giovane portato sulle spalle della sirena (si tratta del manico del vaso).
L'identificazione delle loro sedi, non determinata nei poemi omerici, fu stabilita successivamente nelle regioni prossime allo stretto di Messina, per via della creduta vicinanza di sede fra le Sirene e Scilla e Cariddi. Dunque, si riteneva che le Sirene abitassero presso l'Etna, Catania e Capo Posidonio, dov'era localizzato il culto della sirena Leucosia, Terina, dove si venerava sirena Ligea. Un noto centro del loro culto era anche il tempio delle Sirene, che era ubicato nella penisola di Sorrento, in correlazione probabilmente con le difficoltà della navigazione delle bocche di Capri: le vicine isolette erano denominate Sirene o Sirenuse, identificate con gli scogli detti li Galli. Strabone, in Gheographikà I,22, ci dice che i popoli marinari di Napoli, Sorrento, della Calabria e della Sicilia, le veneravano.
Vi sono due tradizioni apparentemente contraddittorie, quindi, su queste figure mitiche: una le vuole mortifere e dannose per gli uomini, mentre l'altra le indica come consolatrici per gli stessi rispetto al proprio destino e, soprattutto, alla morte. Da notare, tuttavia, che nel primo caso nulla indica una loro natura volutamente crudele, bensì è il loro destino e la loro funzione di cantatrici/incantatrici ad essere disastroso per gli uomini.
Nel V secolo d.C., le Argonautiche orfiche riassumono il mito arricchendolo di particolari: Minii e Aneo, volendo conoscere il canto delle sirene, dirigevano la nave verso il promontorio funesto. Orfeo intona allora un canto a Zeus, accompagnato dalla sua lira e mette così a tacere le sirene che si gettano dalla rocca nell'abisso del mare, mutando il loro corpo in pietra.

### I nomi delle sirene
L'origine del termine sirena è dubbio. Tra le molte ipotesi Alessandra Tarabochia Canavero, collegandosi alle osservazioni di Kurt Latte secondo le quali cessando il vento all'approssimarsi della loro ierofania e quindi con l'approssimarsi dell'ora meridiana, sostiene che esse potrebbero indicare dei demoni del calore meridiano (daemones meridiani) indicazione che potrebbe suggerire un collegamento con l'aggettivo séirios (incandescente, splendente) da cui Sirio, a sua volta collegato al sanscrito Sūrya (il deva del Sole). Altra ipotesi lega tale termine al verbo syrízo ("fischiare", "sibilare") quindi demoni della tempesta, collegati ai vedici Marut. Oppure da seirà ("corda", "fune", da cui anche éiro, "legare"), riprendendo il fatto che le sirene "legano" a sé i naviganti, li irretiscono. O più semplicemente da un semitico sir ("cantare").
Le sirene in Omero sono due, infatti il poeta greco utilizza il duale Seirḗnoiïn, ma senza nominarle. Alcuni tardi commentatori ne suggeriscono i nomi in Aglaophḗmē e Thelxiépeia, nomi che ne indicano la "voce" (phoné/*óps) come "splendida" (agláe) e "incantatrice" (thélgo). Pseudo-Apollodoro, attribuisce loro i nomi di Pisinoe, Aglaope e Telsiepia.
Tradizioni successive di matrice "pseudo-esiodea" portano il numero delle sirene da due a tre indicando la terza con il nome di Peisinóē (da peítho, "persuadere" e noús "mente").

## Le sirene nella filosofia classica
Le sirene sono parte della filosofia classica sin da Platone nel Cratilo. Lì Socrate osservava che le sirene partecipano al desiderio delle anime dei morti, spoglie dei loro corpi, di permanere nel regno dell'Ade. Questo desiderio corrisponde al desiderio della virtù e alla figura del "filosofo".
Nella Repubblica, Platone narra il mito di Er figlio di Armenio soldato della Panfilia che, morto in combattimento, torna tra i vivi e racconta ciò che ha visto nell'aldilà. Alla luce delle indicazioni teologiche di Platone, il medioplatonico Plutarco scrive di come Ammonio l'Egiziano rese coerenti le Sirene platoniche con quelle omeriche. Guida delle anime nell'aldilà, Sirene suonano una musica il cui incantesimo ha il potere di portare l'oblio dei ricordi mortali alle anime, avvicinandole al Cielo. Gli echi della musica delle Sirene, sulla Terra, porta ai mortali i ricordi delle vite passate.
Il canto delle Sirene nei cieli è senza parole, è l'armonia, la musica delle sfere. Il neoplatonico Giamblico, scrive che queste stesse armonie Pitagora faceva ascoltare ai suoi allievi per purificarli e portare loro bei sogni. Lo stesso Giamblico riporta del ruolo importante delle Sirene per la scuola pitagorica degli acusmatici, per la quale esse fanno parte dell'armonia, ossia la tetrade e l'oracolo di Delfi.

## La metamorfosi da "donne-uccello" a "donne-pesce"

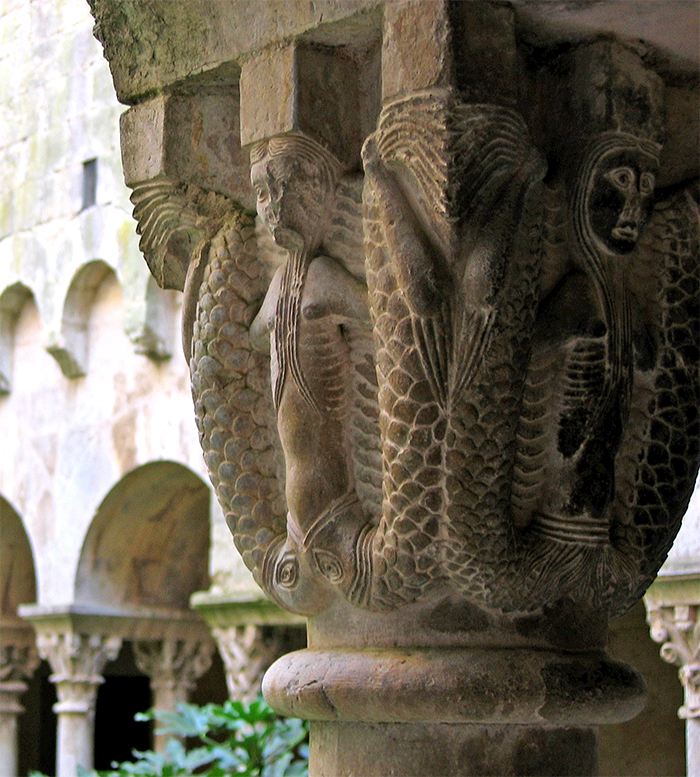
Sirene con la parte inferiore a doppia coda di pesce (particolare di capitello, Monasterio de Sant Pere de Galligants, Gerona, XII secolo). A partire dal Medioevo le Sirene iniziarono ad essere raffigurate non più come "donne-uccello" ma come "donne-pesce", entrando nella letteratura europea in questa forma.

Nell'antica mitologia greca, le Sirene (Σειρῆνες Seirénes) erano creature dal volto di donna e il corpo di uccello, ma dotate di una voce dolcissima e ammaliante.
Come testimonia la celebre statuetta di epoca preromana della Sirena di Canosa, è del tutto infondata la tesi che l'iconografia delle sirene sia mutata solamente a partire dal Medioevo, raffigurandole con l'aspetto di belle fanciulle con la coda di pesce al posto delle gambe in luogo di donne con corpo di uccello.
Secondo Edmond Faral, il Liber monstrorum de diversis generibus, scritto in ambiente anglosassone nell'VII secolo, è il primo testo nel quale le sirene vengono esplicitamente descritte come donne-pesce:
(Liber monstrorum de diversis generibus, I, VI)
Nel folclore, la sirena è una creatura acquatica con la testa e la parte superiore del corpo di donna e la coda di pesce. La sirena appare principalmente nel folclore europeo, ma trova figure affini in quasi tutte le culture del mondo.

In lingua inglese le fanciulle con la coda di pesce sono dette mermaid, mentre le originali sirene greche siren. Tuttavia nei secoli passati i due termini vennero frequentemente usati come sinonimi e durante il Rinascimento inglese erano intercambiabili.

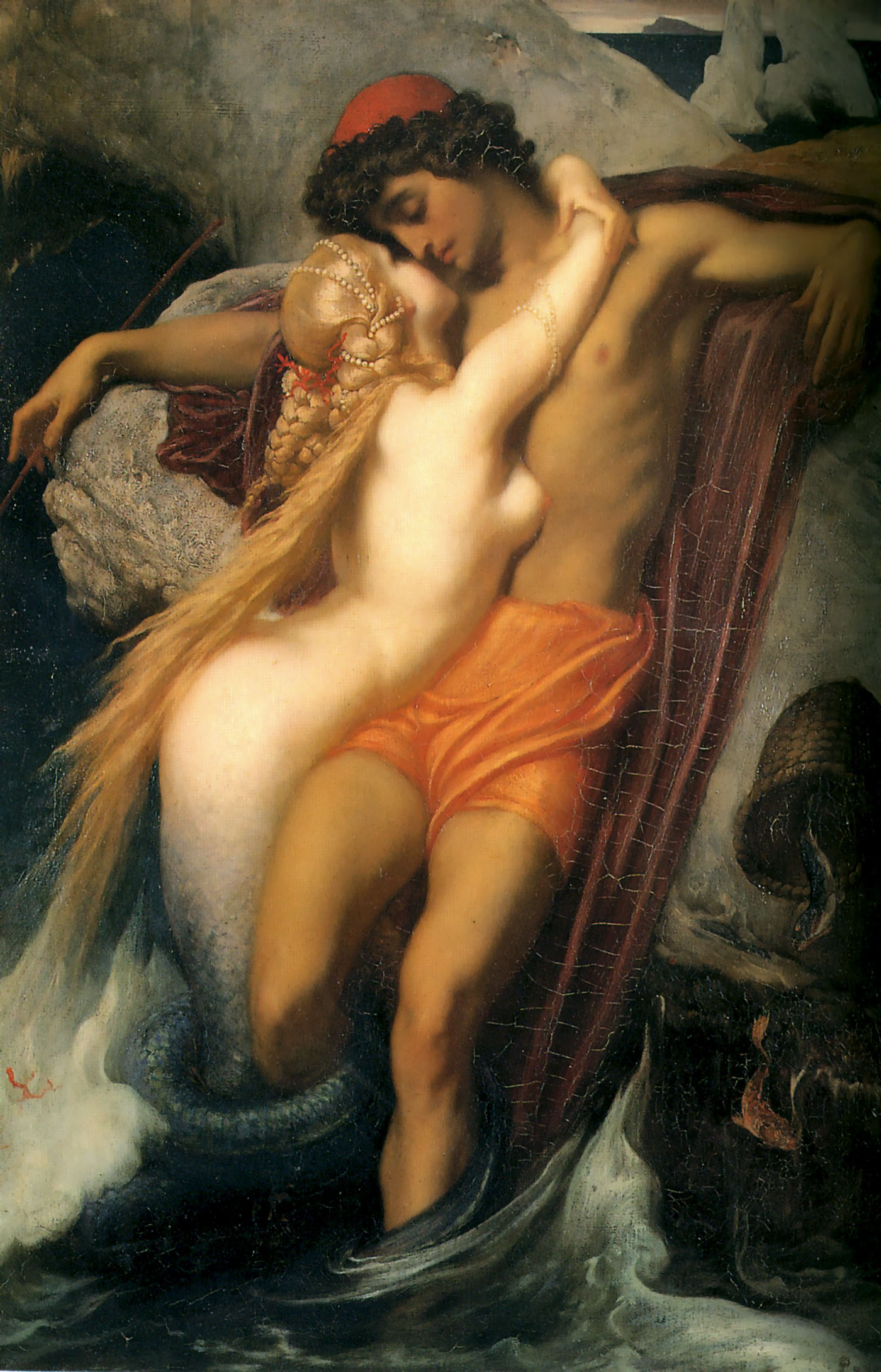
Il pescatore e la sirena (The Fisherman and the Syren), di Frederic Leighton, c. 1856-1858

### Iconografia medievale
Gli studiosi hanno dibattuto a lungo sul significato delle numerose raffigurazioni di sirene realizzate nel corso del Medioevo, soprattutto nelle costruzioni religiose. Assenti nella Bibbia, la loro origine affonda le sue radici nel paganesimo, non solo greco-romano, ma anche in quello etrusco, celtico e orientale. Deve la sua presenza nelle chiese a solide credenze popolari, più che ad insegnamenti religiosi.
Le sirene nell'iconografia medievale apparivano ammaliatrici, grazie al loro bel corpo femminile (seppur terminante in una coda di pesce), canto ed arte seduttoria, ma allo stesso tempo false, tentatrici ed ingannevoli, pronte ad uccidere dopo aver incantato. Sono quindi simbolo di peccato che porta a morte e con l'avvento del Cristianesimo sono diventate sempre più simbolo di lussuria, tentazione che allontana da Dio e porta alla condanna divina.
Le sirene furono quindi l'emblema della lussuria per la morale cristiana medievale, e secondo alcuni studiosi le comuni raffigurazioni di sirene sui capitelli e all'interno delle chiese romaniche, sono un monito contro i peccati carnali. Inoltre sono spesso raffigurate con in mano un pettine e uno specchio, l'uno a indicare la sensualità (nel gesto del pettinarsi i lunghi capelli, un tempo potente strumento di seduzione), l'altro a sottolinearne la vanità.
Secondo un paganesimo più antico e di origine più incerta, la sirena rappresentava la dea madre, colei che dà e toglie la vita, guida, guarisce, nutre, custodisce, vede, sente e sa, ama, tesse e collega. Secondo altri studiosi la sirena è quindi simbolo positivo di fertilità e protezione negli edifici religiosi. In particolare, la sirena bicaudata rappresenta la madre che spalanca il ventre per generare ed immortalare il genere umano, la famiglia, la comunità.
Il duplice significato delle immagini nell'arte medievale è assai ricorrente e talvolta è il contesto delle immagini vicine che fornisce il giusto simbolismo dato da un dato artista in una data chiesa.

## Sirene nel mondo

### Culture antiche
- Raffigurazioni di entità con la coda di pesce, ma la parte superiore del corpo di esseri umani compaiono già nell'arte mesopotamica.[55] Per il suo aspetto pisciforme, la dea assira Atargatis viene oggi considerata la prima "sirena" della storia dell'umanità.[56][57]

### Europa

La sirena sulla stemma di Varsavia

- All'interno della St. Senara's Church, chiesa di San Senara del XII secolo, a Zennor (Cornovaglia), si trova una delle più note rappresentazioni di una sirena, una scultura lignea in altorilievo, sul lato di una sedia, un simbolo che ha avuto diverse interpretazioni da parte dei fedeli medievali.[58] La leggenda locale, La sirena di Zennor sostiene che questa figura commemori un evento reale dalla storia parrocchiale, quando il canto di un corista di nome Mathew Trewhella, avrebbe adescato una sirena a giungere a terra dalle profondità del mare. Secondo il racconto ogni domenica essa si sedeva in fondo alla chiesa, incantata dalla sua bella voce. Un giorno, non più contenendo la sua infatuazione, lo portò al piccolo ruscello che scorre ancora attraverso il centro del paese e porta in mare a Cove Pendour nelle vicinanze. Mathew Trewhella non fu mai più visto. Nelle calde serate estive, a piedi nella pittoresca insenatura ora chiamata "Mermaid Cove", si dice che si sentano i due amanti cantare felici insieme, e le loro voci passano ascoltabili attraverso il fragore delle onde che si infrangono.[59]
- Negli Annali dei Quattro Maestri,  cronaca medievale della storia d'Irlanda, si narra di Lí Ban, una ragazza che venne trasformata in una sirena immortale, mentre stava affogando nel Lough Neagh. Dopo 300 anni la sirena fu battezzata da Comgall di Bangor e scelse di rinunciare alla sua immortalità per salire in paradiso.[60] Nelle genealogie dei santi irlandesi Lí Ban compare canonizzata sotto il nome di Santa Muirgen (che significa "nata dal mare"),  il suo giorno onomastico è assegnato al 27 gennaio.[61][62]
- Nel folclore scozzese Ceasg è una sirena dalla coda di salmone che, se catturata, in cambio della libertà esaudisce tre desideri.[63] Il folclorista Donald Alexander Mackenzie suggerì che Ceasg potrebbe essere stata anticamente una divinità delle acque a cui venivano offerti sacrifici umani.[64]
- Nella tradizione danese le sirene possono far sparire la loro coda di pesce, per poter camminare sulla terra come gli esseri umani. A volte vanno a bussare alle case dei pescatori, fingendosi ragazze bisognose d'aiuto. Chiunque sia abbastanza incauto da farle entrare, viene poi trascinato nell'acqua e annegato.[65] Possiedono inoltre poteri particolari: secondo una leggenda una sirena predisse la nascita del Re Cristiano IV di Danimarca.[65]
- La Sirena di Varsavia, stemma ufficiale della città, è protagonista di una leggenda, narrata in innumerevoli versioni differenti. Secondo una versione, la sirena uscì dall'acqua per riposarsi ai piedi di quella che oggi è la Città Vecchia, il posto le piacque talmente che decise di stabilirvisi. I pescatori che vivevano nella zona ben presto si accorsero che quando pescavano qualcuno agitava le acque del fiume aggrovigliando le reti e liberando i pesci che vi si erano impigliati. Decisero allora di dare la caccia al colpevole e farla finita con questi danneggiamenti una volta per tutte; ma quando sentirono il canto ammaliante della sirena, se ne innamorarono, rinunciando ai loro propositi. Da quel momento, la sirena ogni sera intratteneva i pescatori con le sue meravigliose canzoni, finché un giorno un ricco mercante, che passeggiava lungo la riva del fiume, posò lo sguardo sull'affascinante creatura. Subito pensò che, se l'avesse catturata, avrebbe potuto guadagnare molto denaro, esibendola alle fiere. Il mercante mise in atto velocemente il suo piano malvagio: con un trucco catturò la sirena, e la rinchiuse in una baracca di legno senza accesso all'acqua. I pianti della donna-pesce arrivarono a un giovane bracciante, figlio di un pescatore, che con l'aiuto di un amico una notte riuscì a liberarla. La sirena, riconoscente dell'aiuto ottenuto dagli abitanti della città, promise che, se mai fossero stati in pericolo, lei sarebbe tornata per proteggerli. È per questo motivo che la sirena di Varsavia è raffigurata mentre brandisce una spada e uno scudo.[66] Una versione più moderna della leggenda racconta che le sirene fossero due, tra loro sorelle. Una delle due decise di allontanarsi nuotando verso lo stretto di Danimarca e oggi la si può ammirare seduta su uno scoglio all'ingresso del porto di Copenaghen. L'altra nuotò fino al fiume Vistola, e oggi la si può ammirare nel centro storico di Varsavia.[67]

### Asia

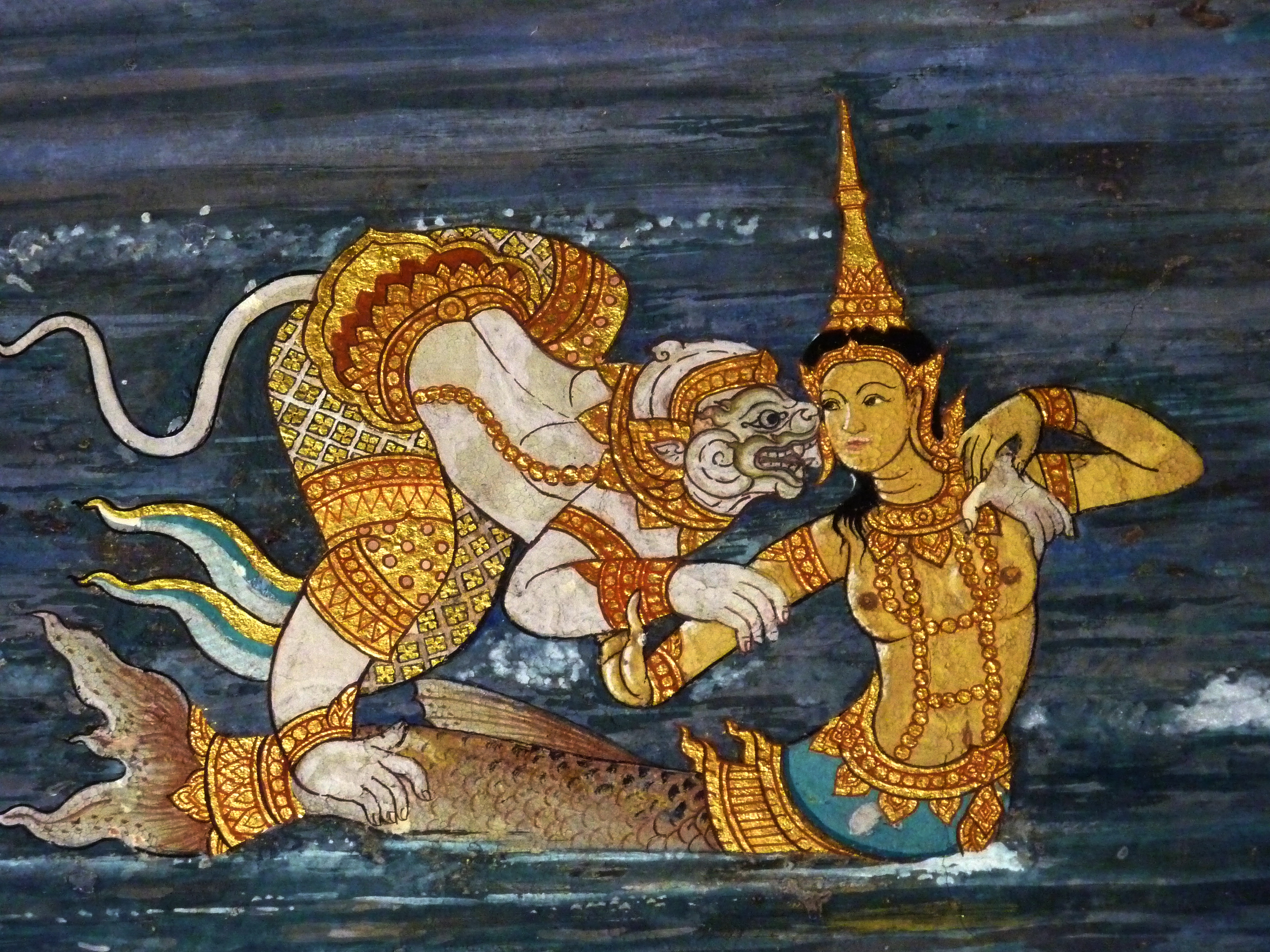
Suvannamaccha e Hanuman, in un dipinto nel Wat Phra Kaew di Bangkok

- Suvannamaccha è una principessa sirena, citata nelle versioni cambogiane e tailandesi dell'opera epica orientale Rāmāyaṇa, che racconta le vicende della guerra tra Rama e Ravana con il suo esercito di scimmie.[68][69]
- Sirene e Tritoni sono figure molto popolari nel folclore filippino, dove sono localmente noti rispettivamente come Sirena (deriva dallo spagnolo) e Siyokoy.[70] Solitamente tartarughe marine e delfini nuotano assieme alle sirene filippine.[71]
- In alcuni racconti antichi provenienti dalla Cina, le lacrime delle sirene si trasformano in perle.[72]
- Le ningyo (人魚? lett. "pesce-umano", "sirena") sono la controparte giapponese delle sirene.[73]

### Africa
- Mami Wata è una divinità delle acque venerata in molti paesi africani. È comunemente ritratta come una sirena, sebbene abbia anche altre forme.[74]
- Nelle antiche credenze dei popoli africani alcuni spiriti acquatici erano per metà pesci e per metà umani, ma molti altri sembravano serpenti o coccodrilli. Nel 1500 iniziarono ad arrivare dall'Europa navi con statue di sirene sulle prue, così le leggende africane si mescolarono con quelle europee.[75]

### America
- Iara o Mãe-d'Água è, secondo il folclore brasiliano e la mitologia Guaraní, una bellissima sirena che vive nel Rio delle Amazzoni.

## Avvistamenti

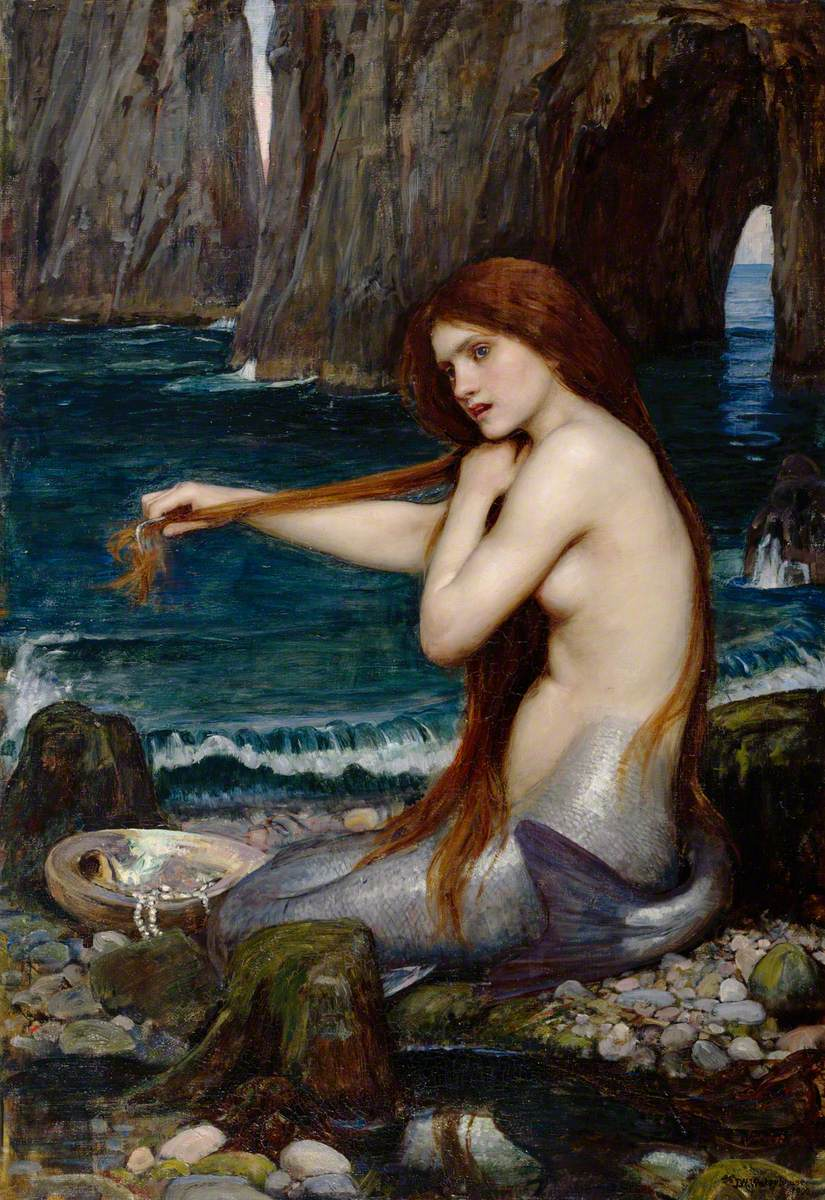
Una sirena, di John William Waterhouse

Nel corso della storia si sono verificati diversi presunti avvistamenti di sirene.
Nel 1493 Cristoforo Colombo dichiarò di aver avvistato tre sirene mentre navigava. Secondo la trascrizione del suo diario di bordo, ad opera di Bartolomé de Las Casas: 
(Bartolomé de Las Casas)
Durante il secondo viaggio di Henry Hudson, il 15 giugno 1608, i membri del suo equipaggio riferirono di aver avvistato una sirena nell'Oceano artico, nel Mare di Norvegia o nel Mare di Barents.
(Henry Hudson)
Due avvistamenti di sirene furono segnalati in Canada vicino a Vancouver e Victoria, uno tra il 1870 e il 1890, l'altro nel 1967.
Nel giugno 1881 un pescatore della Pennsylvania riferì di ben cinque avvistamenti di una sirena nel fiume Susquehanna, vicino a Marietta.

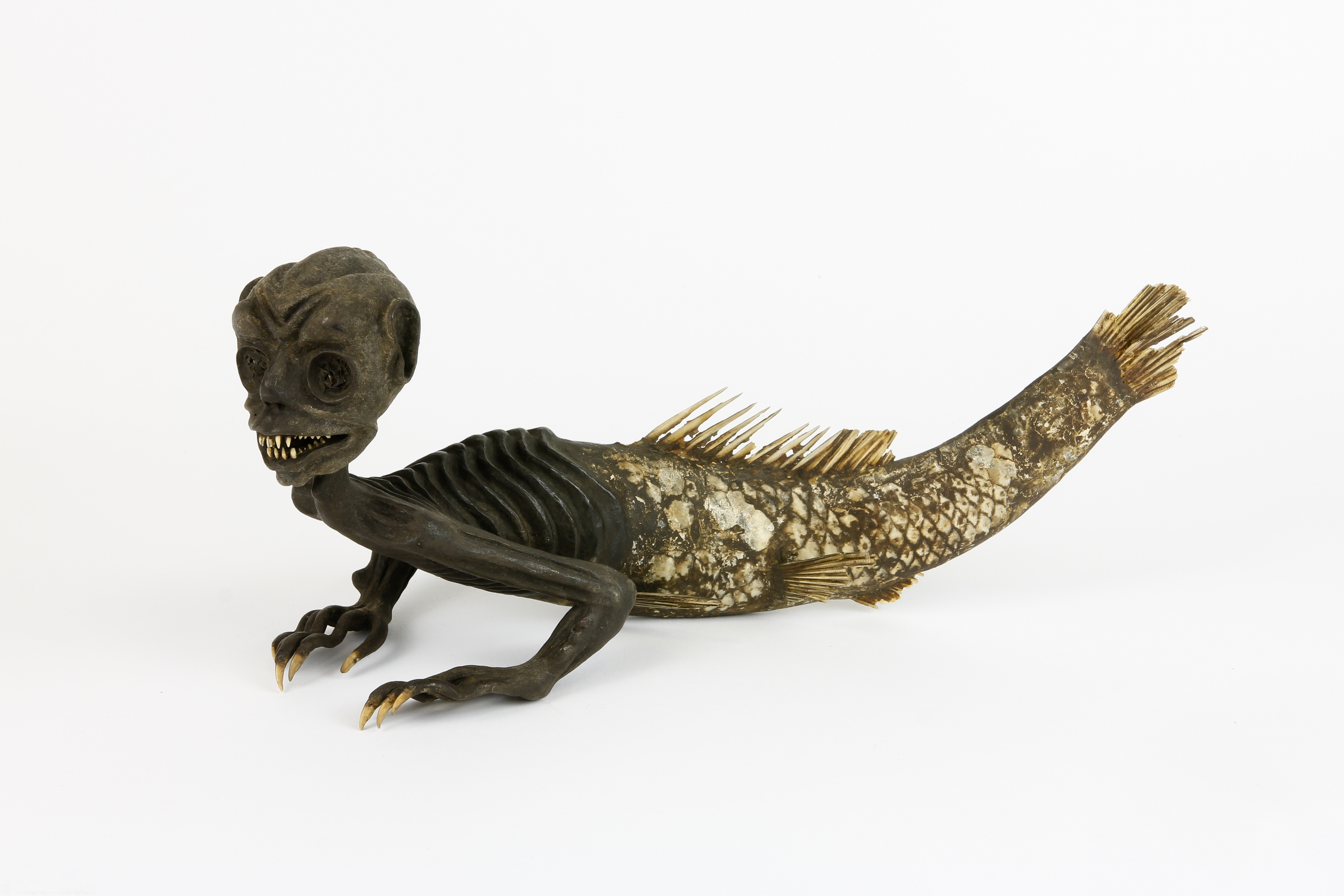
La Sirena di Modena, esemplare di ibrido artificiale del tipo "sirena delle Figi", Museo civico di Modena

Nel corso dell'Ottocento si diffuse in Europa e poi in America il fenomeno delle "sirene delle Figi", ibridi artificiali e mostruosi creati per soddisfare il gusto per il bizzarro ed il grottesco dell'epoca e spacciati come prova dell'esistenza delle sirene. Per realizzare questi eclettici collage, che spopolarono all'interno dei sideshow americani e delle collezioni pubbliche e private di mezzo mondo, si utilizzavano parti di diversi animali mummificati e altri materiali, come cartapesta e legno. La "sirena delle Figi" fu resa famosa per la prima volta da Phineas Taylor Barnum, che la mostrò all'interno dei propri spettacoli.
Nel 1962 il pescatore genovese Colmaro Orsini riferì di essersi appostato per la pesca su una scogliera a Bocca di Magra, quando udì una dolce melodia provenire dal mare e poi vide emergere una testa di donna dai capelli verdi che lo fissava; dopo pochi istanti l'essere - che mostrava una coda di pesce azzurrognola - si allontanò, lasciando una sottile scia, verso Punta Bianca di Spezia.
Nell'agosto del 2009, Natti Zilberman, portavoce del consiglio comunale di Kiryat Yam, promise un milione di dollari a chi fosse riuscito a dimostrare con prove tangibili l'esistenza delle sirene.«Molte persone ci dicono che sono certe di aver visto una sirena e si tratta di persone che non hanno alcun rapporto tra loro», dichiarò ai giornalisti. «La gente dice di aver visto una figura femminile, metà giovane donna e metà pesce che salta come un delfino e compie diverse acrobazie prima di scomparire». Zilberman negò che l'offerta del premio fosse un espediente pubblicitario, ma ammise di sperare in un massiccio aumento del turismo a Kiryat Yam.

## Dal punto di vista scientifico
I principali parametri scientifici rendono impossibile l'esistenza delle sirene. Una delle spiegazioni più plausibili agli avvistamenti è che i marinai scambiassero la sagoma di alcuni mammiferi acquatici, come i dugonghi o i lamantini, per un corpo femminile dalla metà di pesce. Non a caso Sirenia, il nome dato ai mammiferi marini a cui appartengono i lamantini, è in riferimento alle sirene della mitologia (dal latino tardo Sirēna, trascrizione del greco Σειρήν Seirḗn).

## Sirenomelia
La sirenomelia, conosciuta anche con il nome di sindrome della sirena, è una rara malformazione congenita nella quale gli arti inferiori sono fusi insieme, assumendo così le sembianze della coda di una sirena.

## Problema della sirena
Il problema della sirena è un paradosso a volte citato in letteratura, in psicologia o in altri contesti, sull’incompatibilità dei rapporti sessuali tra un essere umano ed una sirena. Benché infatti le sirene siano spesso dipinte come attraenti e affascinanti donne (almeno nella loro parte fisicamente umana) e benché presentandosi sempre nude accrescano ulteriormente il potere seducente della loro bellezza, accettando l'anatomia tramandata in tutti i miti delle sirene, esse sono prive di organo riproduttivo femminile e quindi inadatte a soddisfare il desiderio che creano in chi le vede.
Per estensione il problema è un paradosso che si ripete tutte le volte che una creatura mitica o di fantasia genera curiosità o interesse sessuale per alcune sue caratteristiche secondarie, ma manca della possibilità di una compatibilità con gli esseri umani normali.
Se la sirena è, come pare, un pesce al di sotto della vita, teoricamente essa si riprodurrà come fa gran parte dei pesci ovvero con inseminazione esterna che prevede che il maschio della sua specie sparga il suo sperma sulle uova da essa deposte. Paradossale allora parrebbe la presenza di un ombelico e di un seno sulle sirene che non avrebbero motivazioni evolutive e pratiche nell'atto delle riproduzione.
In alcuni casi il paradosso è sciolto dal suggerimento che le sirene abbiano un apparato riproduttivo simile a quello dei delfini (mammiferi, come gli esseri umani) e questo farebbe pensare che anche le sirene appartengano a questa classe tassonomica di animali.
La femmina del delfino ha una apertura sotto la vita che contiene sia l'ano che la vagina, questo permetterebbe teoricamente un rapporto completo tra uomini e sirene.
Altra teoria è che le sirene siano solite trasformarsi in forma umana, specificatamente la coda di pesce si trasformerebbe, se asciugata, in due gambe che, se bagnate, tornerebbero ad essere una coda di pesce.
Ad ogni modo è bene ricordare che, trattandosi di un antico mito, le spiegazioni di carattere scientifico non sono da prendersi in considerazione.

## Nella cultura di massa

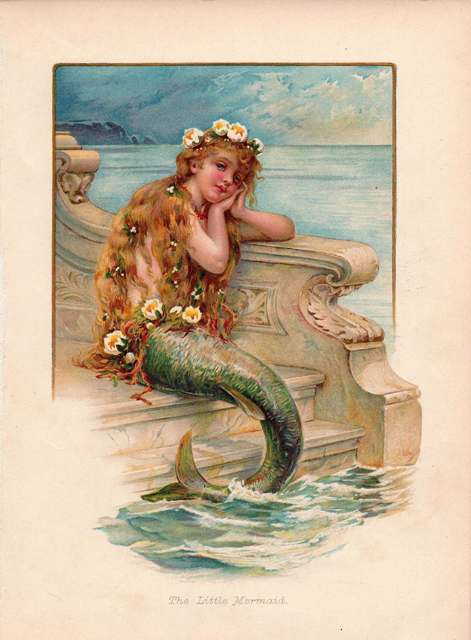
Illustrazione per la fiaba La Sirenetta

La sirena è frequentemente ripresa in vari ambiti della cultura popolare, specie nel fantasy.

### Letteratura
- Nel racconto dell'Odissea scritto da Omero, ci sono delle sirene: Ulisse vuole ascoltare il loro canto, ma chiede ai suoi compagni di legarlo all'albero della nave per evitare di cedere alle loro lusinghe.
- Nell'ambito delle fiabe, assai famosa è La Sirenetta scritta dal danese Hans Christian Andersen e pubblicata la prima volta nel 1837. La protagonista è una sirena che rinuncia alla sua bella voce per ottenere in cambio delle gambe umane.
- Una statua ispirata alla fiaba di Andersen è presente a Copenaghen dal 1913. La scultura è stata successivamente copiata in 13 località nel mondo, e quasi la metà delle copie si trova in America del Nord.[96][97][98]
- Nel 1891 Oscar Wilde pubblicò Il pescatore e la sua anima, una fiaba che racconta di un pescatore che si innamora della sirena che ha pescato.
- Nel romanzo del 1911 Peter e Wendy di J. M. Barrie, le sirene vivono nella laguna dell'isola che non c'è. Sono ostili verso tutti, tranne Peter Pan.[99]
- Il romanzo fantastico-fantascientifico Sirenide di Nino Salvaneschi (1921), ambientato sull'isola di Capri, narra di un regno sottomarino governato da una sirena e delle esperienze straordinarie vissute dai protagonisti in questo mondo nascosto.
- Del 1937 è la prima pubblicazione del racconto fantastico La verità sul caso Motta, di Mario Soldati, dove l'avvocato milanese Gino Motta, durante un soggiorno a Levanto, scompare misteriosamente e viene concupito da una sirena che lo tratterrà alcuni mesi sul fondo del mare.
- Nel 1958 venne pubblicato postumo un racconto fantastico dello scrittore siciliano Tomasi di Lampedusa, incentrato sul tema, intitolato appunto La sirena.

### Cinema
- Nel 1948 uscì Una sirena in società, una commedia che tratta di una bellissima sirena (interpretata da Glynis Johns) e dell'effetto che sortisce sugli uomini che incontra (interpretati da Griffith Jones, John McCallum e David Tomlinson).
- Nel 1984 uscì Splash - Una sirena a Manhattan, diretto da Ron Howard, con protagonisti Tom Hanks e Daryl Hannah.
- Nel 1989 uscì il classico Disney La Sirenetta, basato sull'omonima fiaba di Andersen. Nel corso della sua prima distribuzione, incassò 84 milioni di dollari nel Nord America, e fino ad oggi ha raggiunto un incasso totale di 211 milioni di dollari.[100]
- Nel 2006 uscì Aquamarine, una commedia fantasy con protagonista una sirena, interpretata da Sara Paxton.
- Nel film del 2011 Pirati dei Caraibi - Oltre i confini del mare le sirene sono ragazze bellissime con la coda di pesce, che seducono gli uomini, per poi tentare di annegarli.
- Nel 2015 uscì Pan - Viaggio sull'Isola che non c'è in cui due sirene sono interpretate da Cara Delavingne.
- Nel 2017 uscì Il segreto della sirena in cui la sirena Coral, interpretata da Sydney Scotia, viene salvata da Ryan (Caitlin Carmichael).
- Sempre nel 2017 è uscito il film di animazione giapponese Lu e la città delle sirene.
- Nel film del 2019 The Lighthouse, diretto da Robert Eggers, una sirena si manifesta e perseguita, apparentemente, uno dei protagonisti.
- Nel 2020 uscì Una sirena a Parigi in cui la sirena Lula è interpretata da Marilyn Lima.
- Nel 2023 è uscito il live action della Disney La Sirenetta diretto da Rob Marshall, in cui la sirenetta è interpretata da Halle Bailey.

### Televisione
- Tra le serie TV incentrate sulle sirene si possono ricordare Mermaid Melody, H2O, Mako Mermaids - Vita da tritone, Siren, Tidelands, Mermaid Magic e l'italiana Sirene.
- Nella serie animata Martin Mystere, un episodio ha come antagonista una sirena, che vuole vendicarsi dell'uomo che l’ha rifiutata.
- Il film televisivo Lei, la creatura, del 2001 rilegge la leggenda delle sirene in chiave horror, presentando una sirena (rapita dalla compagnia di un circo itinerante per divenirne l'attrazione principale) dalle abitudini antropofaghe, che seduce gli uomini per poi divorarli.
- Zig & Sharko, serie TV francese prodotta dalla Xilam, la sirena Marina è vittima della iena bruna Zig, però è sempre protetta dallo squalo Sharko.

### Musica
- Nel 1998 la cantautrice italiana Carmen Consoli viene ritratta nelle vesti di una sirena sulla copertina dell'album Mediamente isterica.
- Nel 2012 la cantante pop francese Nolwenn Leroy è apparsa come una sirena sulla copertina dell'album Ô Filles de l'eau e nel video musicale del suo singolo Sixième Continent.[101]

### Fumetti
- Nella serie a fumetti Martin Mystère, le sirene sono delle creature prodotte tramite l'ingegneria genetica dagli scienziati di Atlantide assieme ad altre figure che sono entrate nell'immaginario e nel folclore popolare come i Tritoni o i Centauri, con lo scopo di aiutare gli esseri umani. Sopravvissuti ai secoli i loro discendenti vivrebbero nascosti e solo occasionalmente vengono scorti da qualche umano.
- La figura della sirena appare in molti manga, come La saga delle sirene, Mermaid Melody - Principesse sirene, Seto No Hanayome o Monster musume no iru nichijō, dove una delle protagoniste femminili è una sirena di nome Mero. Nei Cavalieri dello Zodiaco, specie nella serie dedicata a Nettuno, vengono mostrati due Cavalieri con delle armature ispirate alle Sirene: Titis ha un'armatura che raffigura una sirena metà donna e metà pesce, mentre Syria ha l'armatura delle sirene con aspetto umano e da uccello.

### Videogiochi
- Nel videogioco arcade Vampire Night, il penultimo boss è Diane, una sirena d'acqua dolce divenuta vampira per amore.